# Castello Ursino
Castello Ursino (sicilsko Casteddu Ursinu, buk. 'Medvedji grad'), znan tudi kot Castello Svevo di Catania , je grad v Catanii na Siciliji v južni Italiji. Zgrajen je bil v 13. stoletju kot kraljevi grad Kraljevine Sicilije, znan pa je predvsem po svoji vlogi v Sicilskih večernicah, ko je postal sedež sicilskega parlamenta. Grad je danes v dobrem stanju in je kot muzej odprt za javnost.

## Zgodovina

### Gradnja
Castello Ursino je bil zgrajen med letoma 1239 in 1250 kot eden izmed kraljevih gradov cesarja Friderika II., kralja Sicilije in zaključil poglavje o nemirnem času na Siciliji, ki je sledil smrti njegovega predhodnika, Viljema II. Lokalni gospodarji so poskušali uveljaviti neodvisnost in leta 1220 je Friderik II. ukazal uničenje vseh ne-kraljevih gradov na Siciliji. Castello Ursino je bil zgrajen tako, da poudarja kraljevo moč kot tudi za obrambo prestolnice in je v tistem času veljal za neosvojljivega.

### Sicilske večernice
Leta 1295 je bil v času sicilskih večernic tukaj Sicilski parlament, ki je razglasil odstavljenega Jakoba II. Aragonskega za kralja Sicilije in ga nadomestil s Friderikom III. Naslednje leto ga je zajel Robert Anžujski, a je bil kasneje spet v aragonskih rokah.

### Kraljevi sedež
V gradu je bival kralj Friderik III., pa tudi njegovi nasledniki Peter II. Sicilski, Ludvik Sicilski, Friderik IV. in kraljica Marija Sicilska. Tu jo je ugrabil,Guglielmo Raimondo III. Moncada, da bi se izognili poroki z Gian Galeazzo Viscontijem (1392). Tusi kralj Martin I. Sicilski je imel v gradu svoj dvor.

### Zaton
Po odselitvi prestolnice iz Catanie in pojavu smodnika je grad izgubil vojaško vlogo in je bil uporabljen kot zapor. Je ena redkih zgradb v Catanii, ki je preživela potres leta 1693.
Ko je bil grad prvič zgrajen, je bil na pečini s pogledom na morje, vendar je zaradi vulkanskih izbruhov in potresov zdaj kilometer v notranjosti. Tudi nekdanji jarek je bil v 17. stoletju zaradi izbruha Etne napolnjen z lavo. Njegova današnja lokacija, obkrožena z ulicami in trgovinami na tipičnem trgu Cataniae lahko nekaterim obiskovalcem zdi neobičajna.

### Danes
Grad je leta 1932 pridobilo mesto Catania in ga obnovilo. Museo Civico so odprli v obnovljenem gradu 20. oktobra 1934. Danes so v muzeju artefakti in umetniška dela z gradu ter širšega geografskega območja. Ti predmeti so od klasične dobe naprej in predstavljajo različne vplive skozi zgodovino Sicilije. V gradu so pogosto tudi občasne razstave ali umetniške prireditve (gledališke predstave in koncerti). Zgodovinsko mesto je mogoče uporabiti tudi za praznovanje civilne zveze.
Nadaljnja obnovitvena dela so bila izvedena novembra 2009.

## Arhitektura
Castello Ursino ima kvadratni tloris s štirimi krili, razporejenimi okoli notranjega dvorišča. Tri dvorane na krilo in štiri vogalne dvorane so na vrhu zapirali veliki rebrasti oboki s "križno obokanimi rebri", ki jih je mogoče izslediti do cistercijanskega izvora (samostan Clairvaux) (le delno ohranjen). K velikemu zunanjemu vtisu prispevajo štirje veliki okrogli vogalni stolpi in prvotno tudi štirje polkrožni stolpi na sredini vsake stranske zunanje stene (ohranjena sta le dva). Poleg obeh zgornjih nadstropij je bilo danes verjetno še tretje, ki je bilo - kot kažejo ugotovitve v drugih Frederikovskih utrdbah - porušeno v času španske vladavine, da bi ponudili manj površine za napade s topovi. Trdnjava je imela s tremi nadstropji prvotno bistveno bolj strme razsežnosti, ki so se približale francoskim vzorcem (donjon), saj so bile zgrajene pod sodobnikom Friderika II., francoskim kraljem Filipom II. Enako velja za Castello Maniace v Sirakuzah in Castello d'Augusta v Augusti, navsezadnje pa tudi za Castel del Monte, glavno delo friderikovske arhitekture.